# برايان دارلينغ
برايان دارلينغ (بالإنجليزية: Brian Darling)‏ هو محامي أمريكي، ولد في 1965 في Andover, Massachusetts ‏ في الولايات المتحدة.